# Anthocharis sara
Anthocharis sara é uma borboleta que habita ao longo do Pacífico, na costa da América do Norte, do Alasca ao México.